# André Barbier
Pour les articles homonymes, voir André Barbier (peintre) et Barbier.
André Barbier, né le 3 mars 1885 à Darney et mort le 7 avril 1962 dans sa ville natale, est un homme politique français. 
Vétérinaire de formation, cet homme politique de la droite modérée assure notamment les fonctions de maire de Darney (1930-1962), de député (1926-1932 et 1945-1955), de sénateur (1934-1944) et de président du Conseil général des Vosges (1937-1940 et 1945-1953).

## Biographie
Né d'un cantonnier-chef, il fait ses études dans un collège religieux en Haute-Saône puis, après être sorti diplômé de l'École nationale vétérinaire d'Alfort en 1907, il revient dans les Vosges pour exercer sa profession en milieu rural. Mobilisé en août 1914 en qualité de vétérinaire-major, il ne revient à la vie civile qu'en mars 1919. Élu aussitôt conseiller municipal de Darney, il est aussi élu conseiller général du canton de Darney en décembre 1919. 
Président de l'Union des syndicats agricoles depuis 1926, il est élu député à la faveur d'une élection législative partielle en novembre 1926, en compagnie de Marcel Arnould, président de la Fédération vosgienne des anciens combattants (FV) : un jury composé de dirigeants locaux de cette fédération l'a désigné pour être le colistier d'Arnould, qui se présente comme le candidat apolitique des anciens combattants. Barbier est aussi un ancien combattant, membre du comité de la section de Darney de la FV,,. Leur liste a battu des listes de gauche : l'une menée par Marc Rucart, radical-socialiste, l'autre communiste. Barbier est membre de l'Alliance démocratique, parti de centre-droit[réf. nécessaire]. Il siège d'ailleurs au groupe parlementaire de l'Action démocratique et sociale.
Il est réélu député dans la circonscription de Neufchâteau en 1928, au second tour, face au radical-socialiste Camille Picard. Il est aussi élu maire de Darney en octobre 1930. Il sera constamment réélu maire de sa commune jusqu'en 1959. C'est alors un catholique notoire ; il participe ainsi à un congrès catholique diocésain à Bordeaux en 1929 et, dans les Vosges, prend la parole en 1931 à Domrémy lors de l'assemblée générale de la Fédération des catholiques vosgiens (FCV), affiliée à la Fédération nationale catholique. Il assiste encore au 18e congrès des catholiques vosgiens en 1935, à l'instar d'autres élus, ou à un congrès cantonal de la FCV en 1937. Il a d'ailleurs été le président de la FCV pour le canton de Darney. 
Battu en revanche aux élections législatives de 1932 par Picard, dès le premier tour, dans un contexte national marqué par la victoire des gauches, il patiente jusqu'en 1934 pour retrouver un siège de parlementaire, comme sénateur des Vosges : il est élu en mai contre René Porterat, radical modéré, à la suite du décès du comte d'Alsace. Il est facilement réélu sénateur en 1935, à l'instar des deux autres sénateurs « modérés » (Maurice Flayelle et Adrien Richard), face à leurs concurrents radicaux ou socialistes.
Il multiplie alors les présidences (commission des finances du Conseil général, Union des syndicats agricoles vosgiens, Chambre d'agriculture des Vosges, syndicat des vétérinaires vosgiens, Caisse locale de crédit agricole, Société de secours mutuels agricoles de l'Est) ou vice-présidences (Caisse régionale agricole de l'Est, groupement départemental des syndicats d'élevage du cheval de trait ardennais) et siège aux conseils d'administration de plusieurs groupements notamment agricoles (Chambre régionale d'agriculture de l'Est, groupement interprofessionnel Union-fruits-Est, école d'agriculture d'hiver des Vosges, Caisse départementale d'assurances sociales des Vosges, commission consultative départementale de l'éducation physique, Office départemental des pupilles de la nation, syndicat national des bouilleurs de cru, Confédération générale des producteurs de lait).
Il devient en outre président du Conseil général des Vosges en octobre 1937, après les élections cantonales, remplaçant Maurice Flayelle, qui, affaibli par son âge, ne se représentait pas.
Bien que n'ayant pas pris part au vote du 10 juillet 1940 sur la remise des pleins pouvoirs au Maréchal Pétain, il conserve ses fonctions de maire de Darney sous l'Occupation et est nommé en mars 1943 par le régime de Vichy membre du Conseil départemental des Vosges (qui remplace le Conseil général), qu'il préside.
Ces fonctions lui valent d'être déclaré inéligible à la Libération ; il est toutefois blanchi par un jury d'honneur en mai 1945 et siège au Comité départemental de libération (CDL), représentant la droite modérée. Cela lui permet d'être élu député à la première Assemblée nationale constituante : il figurait à la deuxième place sur la « liste gaulliste républicaine et d'action démocratique » menée par le ministre André Diethelm, ancien résistant. Il est aussi réélu président du Conseil général en octobre 1945.
Il ne se représente pas aux élections pour la seconde Assemblée nationale constituante mais conduit la « liste gaulliste d'union républicaine », composée de modérés de droite, aux premières élections législatives de la Quatrième République, en 1946 : il est élu député, seul de sa liste. En 1951, il est réélu avec le soutien du Centre national des indépendants et paysans (CNIP) ainsi que du Rassemblement des gauches républicaines (RGR, centre-droit), s'alliant notamment à Jacques Ducreux, qui figure sur sa liste en deuxième position. Sa liste s'est aussi apparentée à celle du parti gaulliste, le Rassemblement du peuple français (RPF). Il préside le Conseil général des Vosges jusqu'en 1953. Il ne sollicite pas le renouvellement de son mandat parlementaire en 1956 mais conserve en revanche ses fonctions de maire de Darney et de conseiller général, jusqu'en 1958. Il reste président de la Chambre d'agriculture jusqu'en 1952.

### André Barbier, élu local
Maire de Darney et conseiller général, il est à l'origine, dans sa commune, d'une maternité, d'un abri pré et postnatal, d'un centre de placement d'enfants pour les nourrices de la région, d'une pouponnière, d'un dispensaire, d'un centre de médecine du travail, d'une maison de retraite, de logements HLM, de l'hôtel des PTT, d'une cité administrative, d'un groupe scolaire, d'un monument et d'un musée élevés en 1938 en l'honneur des Légionnaires tchécoslovaques de la Première Guerre mondiale. 
Pour ce monument, il a reçu l'appui de ses collègues du Conseil général, notamment Flayelle, Marc Rucart et Camille Picard, mais aussi des gouvernements français (Marc Rucart est ministre dans plusieurs gouvernements) et tchécoslovaques, d'anciens ministres des affaires étrangères, des autres parlementaires vosgiens, de généraux et de dignitaires religieux, membres d'un comité de patronage présidé par le président de la République,. Barbier s'est rendu à Prague en 1937 et en avril 1938. Il est vice-président du groupe parlementaire franco-tchécoslovaque en 1948 lorsqu'est célébré à Darney le trentième anniversaire de l'indépendance de la Tchécoslovaquie ; Barbier reçoit à cette occasion une distinction décernée par le gouvernement tchécoslovaque, qui, depuis le Coup de Prague, est aux mains des communistes.

## Hommages
Une rue d'Épinal porte son nom depuis 1977, le quai André Barbier. Darney a sa place André-Barbier. Un Ehpad porte aussi son nom, à proximité de Darney.